# Milivoje Lazić
Milivoje Lazić (in serbo Миливоје Лазић?; Lubiana, 13 maggio 1978) è un cestista e allenatore di pallacanestro serbo con cittadinanza slovena.

## Palmarès
- Coppa di Polonia: 1

Śląsk Breslavia: 2014